# 深見利佐子
深見 利佐子（ふかみ りさこ、1994年6月27日 - ）、タイ名：ウォラシーハ・ガチャコーン（Warasiha Kachakorn）は、タイの女子柔道家。現役時の階級は52kg級。2021年開催東京オリンピックにタイ代表として出場。2018年アジア大会銅メダリスト。2019年東南アジア競技大会金メダリスト。タイのコーンケン県生まれ、長崎県佐世保市育ち。筑波大学卒業、同大学院修了。

## 人物
父はタイ人、母は日本人。得意技は大外刈、体落。2024年現在の段位は二段。
筑波大学大学院博士後期課程で世界文化遺産学を専攻して博士号を取得した。

## 経歴
タイのコーンケン県で生まれて、1歳の時に母の故郷である佐世保市へ移り、6歳の時に格闘技好きの父の影響で柔道を始めた。利佐子は3姉妹の長女で、2人の妹も柔道に励んだ。佐世保柔道協会少年部に所属していた。
佐世保市立白南風小学校、佐世保市立山澄中学校を卒業後、文武両道を図るために長崎県立佐世保西高等学校に進学した。高校2年と3年の時に全国高等学校総合体育大会（インターハイ）に48kg級で出場した。インターハイ出場前にあった勉強合宿にも参加し、空き時間を利用してホテルの前を走るなどトレーニングも並行した。高校卒業後の進路は、「中学時代から興味があった考古学の勉強と柔道ができるところ」として筑波大学への進学を選択した。
オリンピック出場を望む父の思いを酌み、大学2年時よりタイの代表選考に出場するようになった。タイでの試合に出場する際は、金曜日の夜に日本を発ち、土曜日の朝にタイに着いて試合に臨み、日曜日に日本へ戻るというハードなスケジュールをこなした。2018年のアジア競技大会で3姉妹そろってタイ代表に選ばれ、利佐子は52kg級で銅メダルを獲得した。この成績が国際柔道連盟（IJF）のポイントを高め、オリンピック代表の座に近付けた。
2019年には東京で開かれた世界柔道選手権大会52kg級に出場した。2回戦に進出したが、ポルトガルのジョアナ・ラモスに敗れた。同年の東南アジア競技大会では金メダルを獲得した。
筑波大学大学院に在学中の2021年7月25日に東京オリンピックの52kg級に出場し、初戦で敗退した。7月30日、故郷の佐世保市を訪問し、朝長則男市長にオリンピック出場を報告した。東京オリンピックの後に現役を引退して2024年現在、清水建設技術研究所で研究員として勤務する一方で、全日本柔道連盟女子柔道振興委員を務める。

## 成績
| 年   | 大会               | 順位 | 階級   |
| ---- | ------------------ | ---- | ------ |
| 2018 | アジア競技大会     | 3位  | −52 kg |
| 2019 | 東南アジア競技大会 | 1位  | −52 kg |